# Филип Еразмус фон Лихтенщайн
Филип Еразмус фон Лихтенщайн (на немски: Philipp Erasmus von Liechtenstein; * 11 септември 1664, Вилферсдорф, Долна Австрия; † 15 януари 1704, близо до Кастелнуово, Ломбардия) е принц на Лихтенщайн, херцог на Тропау и Ягерндорф и имперски генерал. Живее в Австрия.

## Живот
Той е син, 21-вото дете, на княз Хартман фон Лихтенщайн (1613 – 1686) и съпругата му графиня Сидония Елизабет фон Залм-Райфершайт (1623 – 1686), дъщеря на граф Ернст Фридрих фон Залм-Райфершайт (1583 – 1639) и графиня Мария Урсула фон Лайнинген-Дагсбург-Фалкенбург. По-големите му братя са Максимилиан II (1641 – 1709), княз Лихтенщайн (1686 – 1709), и Антон Флориан (1656 – 1721), княз (1709 – 1721). Най-малкият му брат е принц Хартман (1666 – 1728).
Филип Еразмус е генерал на имперската войска, участва в битката близо до Кастелнуово в Ломбардия и е убит на 15 януари 1704 г. само на 39/40 години.

## Фамилия
Филип Еразмус се жени на 8 май 1695 г. в Лобозитц, Бохемия, за графиня Христина Тереза фон Льовенщайн-Вертхайм-Рошфор (* 12 октомври 1665, Вертхайм; † 4 април 1730, Румбург), вдовица на херцог Албрехт фон Саксония-Вайсенфелс († 1692), дъщеря на граф Фердинанд Карл фон Льовенщайн-Вертхайм-Рошфор (1616 – 1672) и ландграфиня Анна Мария фон Фюрстенберг-Хайлигенберг (1634 – 1705). Те имат трима сина:
- Йозеф Венцел I (1696 – 1772), 4. княз на Лихтенщайн (1748 – 1772), женен на 19 април 1718 г. за принцеса Анна Мария фон Лихтенщайн (1699 – 1753)
- Емануел(1700 – 1771), княз на Лихтенщайн, женен на 14 януари 1726 г. за графиня Мария Анна Антония фон Дитрихщайн-Вайхселщет (1706 – 1777)
- Йохан Антон Хартман (1702 – 1724)